# Gentleman Jim
Pour plus de détails, voir Fiche technique et Distribution.
Gentleman Jim est un film américain réalisé par Raoul Walsh en 1942 inspiré de la vie du boxeur James J. Corbett (1866-1933) et basé sur son autobiographie The Roar of the Crowd (litt. « La clameur de la foule ») parue en 1894. Ce rôle reste l'un des préférés d'Errol Flynn.

## Synopsis
Jim Corbett (Errol Flynn), jeune américain d'origine irlandaise, veut s'élever dans la société. Ses moyens : devenir champion du monde de boxe, conquérir Victoria, la fille de son patron, banquier respectable de la nouvelle bourgeoisie de San Francisco, et être un grand acteur shakespearien. Cela paraît trop, mais son optimisme, la croyance en ses moyens ainsi que son talent le feront triompher de tout. Suprême victoire, il aura appris la modestie, ce qui lui ouvrira finalement le cœur de la femme qu'il aime (Alexis Smith) : durant la scène où Sullivan, le champion sortant et battu, lui remet sa ceinture. Corbett, devenu humble, lui rendra le plus beau des hommages.

## Fiche technique
- Titre original : Gentleman Jim
- Réalisation : Raoul Walsh
- Scénario : Vincent Lawrence, Horace McCoy d'après l'autobiographie The Roar of the Crowd (1894) de James J. Corbett
- Dialogue : Hugh Cummings
- Direction artistique : Ted Smith
- Décors : Clarence Steensen
- Costumes : Milo Anderson
- Photographie : Sid Hickox
- Son : C. A. Riggs
- Maquillage : Perc Westmore
- Montage : Jack Killifer, assisté de Don Siegel et James Leicester
- Musique : Heinz Roemheld
- Arrangement orchestral : Ray Heindorf
- Direction musicale : Leo F. Forbstein
- Production : Robert Buckner
- Société de production : Warner Bros. Pictures
- Société de distribution : Warner Bros. Pictures
- Pays de production :  États-Unis
- Langue originale : anglais
- Format : noir et blanc — 35 mm — 1,37:1 — son Mono (RCA Sound System)
- Genre : film biographique
- Durée : 104 minutes
- Dates de sortie : 
  - États-Unis : 14 novembre 1942
  - France : 9 juin 1948 (trois salles à Paris : Ermitage, Français et Les Images)[2]

## Distribution
- Errol Flynn : James J. Corbett
- Alexis Smith : Victoria Ware
- Jack Carson : Walter Lowrie
- Alan Hale : Pat Corbett
- John Loder : Carlton De Witt
- William Frawley : Billy Delaney
- Minor Watson : Buck Ware
- Ward Bond : John L. Sullivan
- Madeleine Lebeau : Anna Held
- Rhys Williams : Harry Watson
- Arthur Shields : Père Burke
- Dorothy Vaughan : Ma Corbett
- Joseph Crehan : Duffy
- Jean Del Val : Renaud
- Pat Flaherty : Harry Corbett
- James Flavin : George Corbett
- Mary Gordon : Mme Casey
- Fred Kelsey : Sutro
- Mike Mazurki : Jake Kilrain
- Edwin Stanley : le président de la banque McInnes

Acteurs non crédités
- Davison Clark : un actionnaire
- Wade Crosby : un manager
- Dudley Dickerson : un bagagiste
- Frank Hagney : un agresseur
- Si Jenks : un vieil homme
- Emmett Vogan : un régisseur
- Charles C. Wilson : Gurney

## Analyse
Le héros est aimé secrètement par la femme qu'il convoite. Mais cette dernière n'aura de cesse, tout au long du film, de le mettre à l'épreuve. Et c'est seulement à la fin, après que le héros a triomphé de tous ses adversaires, et surtout qu'il lui a prouvé que, sous son allure orgueilleuse et effrontée, il est un homme loyal, qu'elle décide de lui succomber. C'est donc elle qui choisit. Aussitôt cette révélation faite, il l'intègre instantanément dans son clan familial : « tu feras une excellente Corbett », lui dit-il. Cette rapidité, ce brusque changement de ton et cette volonté de ne faire durer trop longtemps une scène émouvante est caractéristique du style de Walsh : « les éléments mélodramatiques lui pèsent, mais il se montre souvent sensible à des nuances tragiques ».
Dans Gentleman Jim, la mise en scène n'est jamais mise en valeur, elle cherche constamment à être la plus juste possible. Gentleman Jim est un film rapide. Mais cette rapidité n'est jamais confondue avec de la précipitation et elle a toujours un sens logique : « action, action, action, que l’écran soit sans cesse rempli d’événements. Des choses logiques dans une séquence logique » (Walsh).
Concernant le montage, les réalisateurs n'en ont pas la maîtrise à Hollywood en raison de la séparation des tâches. Pour pallier ce désavantage, Walsh tournait vite, faisait le moins de prises possibles pour limiter l'intervention du monteur. Cette contrainte, Walsh la transforme ainsi en avantage : le tournage était donc un lieu d'intense concentration où la minutieuse préparation devait aboutir à un résultat immédiatement satisfaisant. Il fallait donc un certain talent d'improvisation des acteurs (Flynn excellait dans ce registre) et une capacité du réalisateur à prendre très rapidement des décisions.

## Autour du film
- Raoul Walsh avait rencontré James J. Corbett lorsqu'il était adolescent[6].
- Le thème de la boxe a donné plusieurs films hollywoodiens : Nous avons gagné ce soir de Robert Wise, Sang et Or (Body and Soul) de Robert Rossen, montage de R. Parrish, La Dernière Chance (Fat City) de John Huston (qui a déclaré : « s'il y a un film que je n'ai jamais oublié c'est bien Gentleman Jim ») ou Raging Bull de Martin Scorsese.

#### Ouvrages généraux
- Gérard Devillers et Marceau Devillers, Anthologie du Cinéma, tome V : Errol Flynn, Paris, L'Avant-scène Cinéma, 1970, p. 337-392

#### Monographies
- Errol Flynn (trad. France-Marie Watkins et Solange Metzger), Mes 400 coups, Paris, Olivier Orban, coll. « Ramsay Poche Cinéma » (no 52), 1977 (1re éd. 1959), 354 p. (ISBN 2-85956-655-4 et 978-2-8595-6655-5).
- Pierre Giuliani, Raoul Walsh, Paris, Edilig, coll. « Filmo-14 », 1986, 168 p. (ISBN 2-85601-137-3 et 978-2-8560-1137-9).
- Michel Marmin, Raoul Walsh : L'Amérique perdue, Paris, Dualpha, 2003 (1re éd. 1970), 255 p. (ISBN 2-912476-91-7), « Gentleman Jim ou un Art de vivre », p. 47-50.
- (en) Tony Thomas, Rudy Behlmer et Clifford McCarty, The Films of Errol Flynn, Secaucus, New Jersey, The Citadel Press, 1969, 221 p. (ISBN 0-8065-0237-1), p. 115-118.